# Georg von Neufville
Georg Heinrich von Neufville (* 27. Oktober 1883 in Frankfurt am Main; † 3. November 1941 bei Panovo, UdSSR) war ein deutscher Generalmajor, Freikorpsführer und nationalsozialistischer Funktionär.

## Leben

### Herkunft
Sein Vater war der Bankier Adolf von Neufville (1848–1942), Mitbegründer des Bankhauses Maerklin & Co. in Frankfurt, Ehrenpräsident der Frankfurter Handelskammer und ein bedeutender Stifter. Seine Mutter war Karlotta (Carlotta), geborene Hütterott (1854–1932). Ihr Familienzweig fand 1902 im Neuen Palais zu Potsdam Aufnahme in den preußischen Adel.

### Karriere
Neufville wurde 1902 Fahnenjunker im Jäger-Regiment zu Pferde Nr. 3 der Preußischen Armee. Dort avancierte er 1904 mit Patent aus 1903 zum Leutnant. Später wechselte er zum Leib-Garde-Husaren-Regiment, nahm am Ersten Weltkrieg teil, wurde mit beiden Klassen des Eisernen Kreuzes ausgezeichnet und als Major entlassen. Nach Kriegsende baute er in Mülheim an der Ruhr das Freiwillige Garde-Landesschützen-Korps von Neufville auf. 
Er trat in den Stahlhelm ein, in dem er Landesführer in Baden und Württemberg wurde. 1933 erfolgte seine Ernennung zum geschäftsführender Präsident des Reichskuratoriums für Jugendertüchtigung. Zum 1. Mai 1933 trat er der NSDAP bei (Mitgliedsnummer 3.023.437) und schloss sich auch der SA an. Dort war Georg von Neufville Mitte der 1930er Jahre in der Obersten-SA-Führung als Leiter des Ausbildungswesens tätig.
Bei der Reichstagswahl am 29. März 1936 bewarb er sich erfolglos auf dem Wahlvorschlag der NSDAP um ein Mandat für den nationalsozialistischen Reichstag. Er lebte damals in München. Sein Dienstrang war zu jener Zeit SA-Oberführer. Zeitgleich war Neufville Chef des Wehrstabes beim Stabschef der SA Viktor Lutze. Ende 1939 trat der SA-Führer aus dem Johanniterorden aus, dem er seit 1918 als Ehrenritter angehörte, und zwar direkt der Balley Brandenburg und nicht einer regionalen Genossenschaft.
Nach Gründung der Wehrmacht engagierte er sich dort, wurde zum Oberst befördert und nahm am Zweiten Weltkrieg teil. Am 22. September 1941 erhielt er das Ritterkreuz des Eisernen Kreuzes. Als Kommandeur des Infanterie-Regiments 195 wurde er am 3. November 1941 an der Ostfront im Raum Mihailovskoje 60 Kilometer westlich von Moskau am linken Ufer der Moskwa schwer verwundet. Er starb am folgenden Tag auf dem Hauptverbandsplatz Panovo. Posthum wurde er zum Generalmajor befördert. In der SA war Neufville zuletzt Gruppenführer.
Bereits 1923 hatte Neufville Ella (Ellen) Flinsch geheiratet, aus der Beziehung stammten die drei Töchter Irmelin, Bettina und Siglind, die alle in Baden-Baden geboren wurden. Wohnsitz war zuletzt Schloss Aubach bei Achern.